# Protein-disulfid reduktaza (glutation)
Protein-disulfid reduktaza (glutation) (EC 1.8.4.2, glutation-insulinska transhidrogenaza, insulinska reduktaza, reduktaza, protein disulfid (glutation), protein disulfidna transhidrogenaza, glutation-protein disulfidna oksidoreduktaza, protein disulfidna reduktaza (glutation), GSH-insulinska transhidrogenaza, enzim protein-disulfid razmene, protein-disulfidna izomeraza/oksidoreduktaza, tiol:protein-disulfid oksidoreduktaza, tiol-protein disulphidna oksidoreduktaza) je enzim sa sistematskim imenom glutation:protein-disulfid oksidoreduktaza. Ovaj enzim katalizuje sledeću hemijsku reakciju:
2 glutation + protein-disulfid {\displaystyle \rightleftharpoons } glutation-disulfid + protein-ditiol
Ovaj enzim redukuje insulin i neke druge proteine.

## Literatura
- Nicholas C. Price; Lewis Stevens (1999). Fundamentals of Enzymology: The Cell and Molecular Biology of Catalytic Proteins (Third изд.). USA: Oxford University Press. ISBN 019850229X.
- Eric J. Toone (2006). Advances in Enzymology and Related Areas of Molecular Biology, Protein Evolution (Volume 75 изд.). Wiley-Interscience. ISBN 0471205036.
- Branden C; Tooze J. Introduction to Protein Structure. New York, NY: Garland Publishing. ISBN 0-8153-2305-0.
- Irwin H. Segel. Enzyme Kinetics: Behavior and Analysis of Rapid Equilibrium and Steady-State Enzyme Systems (Book 44 изд.). Wiley Classics Library. ISBN 0471303097.

## Spoljašnje veze
- Protein-disulfide+reductase+(glutathione) на 